# إيمرسون لياو
إيمرسون لياو (بالبرتغالية: Émerson Leão)، من مواليد 11 يوليو 1949 في ريبيراو بريتو في ساو باولو، لاعب كرة قدم برازيلي سابق لعب كحارس مرمى، وقد فاز في كأس العالم لكرة القدم 1970، ويعتبر من أفضل حراس المرمى في تاريخ البرازيل ويعمل الآن مدربا لكرة القدم.

## مسيرتة الكروية كلاعب
بدأ لياو مسيرته الكروية مع نادي كومركال في عام 1967، وفي عام 1968 انتقل إلى نادي ساو خوسيه، وفي عام 1968 انتقل إلى نادي بالميراس، ولعب معهم لمدة 10 سنوات، وبعدها انتقل إلى نادي فاسكو دا غاما، وفي عام 1981 انتقل إلى نادي غريميو ولعب معهم حتى عام 1983، وفي عام 1983 انتقل إلى نادي كورنثيانز البرازيلي وفي عام 1984 عاد إلى نادي بالميراس مرة أخرى، وأعتزل لياو كرة القدم في عام 1987 مع نادي سبورت ريسيف، وقد لعب مع منتخب البرزايل لكرة القدم 106 مباريات دولية منذ عام 1970 وحتى عام 1986.

## مسيرتة كمدرب
و بعد اعتزاله لكرة القدم إتجه إلى التدريب، ودرب نادي سبورت ريسيف في عام 1987، وتركهم في عام 1988، واتجه إلى تدريب نادي كورتيبا، وفي عام 1989 عاد إلى نادي بالميراس ولكن هذه المرة كمدرب، وفي عام 1990 أصبح مدربا لنادي بروتوغيزا، وفي عام 1992 درب نادي شيميزو حتى عام 1994 وفي عام 1995 درب نادي جوفنتيود حتى عام 1996، وفي موسم 1996/1997 درب نادي فيردي كاواساكي الياباني، وفي موسم 1997/1998 درب نادي أتلتيكو بارانيسي، وفي عام 1998 درب نادي سانتوس البرازيلي، وفي عام 2000 أصبح مدربا لنادي سبورت ريسيف مرة أخرى، وفي عام 2000 أختير ليصبح مدربا لمنتخب البرازيل لكرة القدم، ولكنه أقيل في عام 2001، واتجه بعدها إلى تدريب سانتوس، وظل معهم حتى عام 2004، وبعدها انتقل غلى نادي كروزيرو، وفي موسم 2004/2005 درب نادي بالميراس مرة أخرى، وفي عام 2006 درب نادي ساو كايتانو، ومن ثم ساوباولو وحالياً يدرب نادي ساو كايتانو .

## روابط خارجية
- إيمرسون لياو على موقع الاتحاد الدولي (مؤرشف)  (الإنجليزية)
- إيمرسون لياو على موقع قاعدة بيانات كرة القدم.إي يو (الإنجليزية)
- إيمرسون لياو على موقع بيانات كرة القدم. دي إي (الألمانية)
- إيمرسون لياو على موقع ناشيونال فوتبول تيمز (الإنجليزية)
- إيمرسون لياو على موقع Soccerway.com (الإنجليزية)
- إيمرسون لياو على موقع عالم كرة القدم.نت (الإنجليزية)